# Анибале Бергонзоли
Анибале Бергонзоли, по прякор Electric Beard, (1884 – 1973 г.) е италиански генерал-лейтенант по време на гражданската война в Испания и Втората световна война. Той командва защитата на Бардия, Либия, след неуспешната офанзива на Родолфо Грациани в Египет. В края на 1940 г., британската офанзива с кодовото название операция Компас, водена от Ричард О'Конър превзема Бардия и принуждава италианците да се изтеглят от Киренайка. Бергонзоли продължава да командва италианския 23-ти корпус от 10-а армия по време на отстъплението. През февруари 1941 г. след катастрофалното поражение при Беда Фом, Бергонзоли се предава на австралийските части.

## Кариера
- 1928 г. – главнокомандващ на 78-и полк, Тоскана.
- Главнокомандващ на 6-и полк, Аоста.
- Комендант на училището за запасни офицери в Палермо.
- 1935 – главнокомандващ на 2-ра Celere бригада Emanuele Filiberto Testa di Ferro.
- 1937 – 1938 г. – главнокомандващ на италианската 133-та бронетанкова дивизия, Литорио, Испания.
- 1940 – 1941 г. – главнокомандващ на 23-ти корпус, Северна Африка.
- 1941 – 1946 г. – военнопленник.